# Micanopy (Floride)
Pour le chef amérindien, voir Micanopy.
Micanopy est une municipalité américaine située dans le comté d'Alachua en Floride. Lors du recensement de 2010, sa population est de 600 habitants.

## Géographie
Micanopy se trouve au sud de Gainesville dans le centre-nord de la Floride.
Selon le Bureau du recensement des États-Unis, la municipalité s'étend en 2010 sur une superficie de 1,10 mille carré (2,85 km2), dont 1,05 mille carré (2,72 km2) de terres.

## Histoire
Une première ville, Cuscowilla, est fondée par les Séminoles dans les années 1740. Au début du XIXe siècle, des européens y ouvrent un poste de traite. La ville européenne est fondée en 1821. Elle nommée en l'honneur du chef séminole Micanopy,. Elle devient une municipalité en 1880 alors qu'elle compte environ 600 habitants.
Le quartier historique de Micanopy est inscrit depuis 1985 au Registre national des lieux historiques.

## Démographie
| 1880 | 1890 | 1900 | 1910 | 1920 | 1930 |
| ---- | ---- | ---- | ---- | ---- | ---- |
| 432  | 494  | 645  | 613  | 546  | 725  |

| 1940 | 1950 | 1960 | 1970 | 1980 | 1990 |
| ---- | ---- | ---- | ---- | ---- | ---- |
| 720  | 612  | 658  | 759  | 737  | 612  |

| 2000 | 2010 | - | - | - | - |
| ---- | ---- | - | - | - | - |
| 653  | 600  | - | - | - | - |

Le centre historique
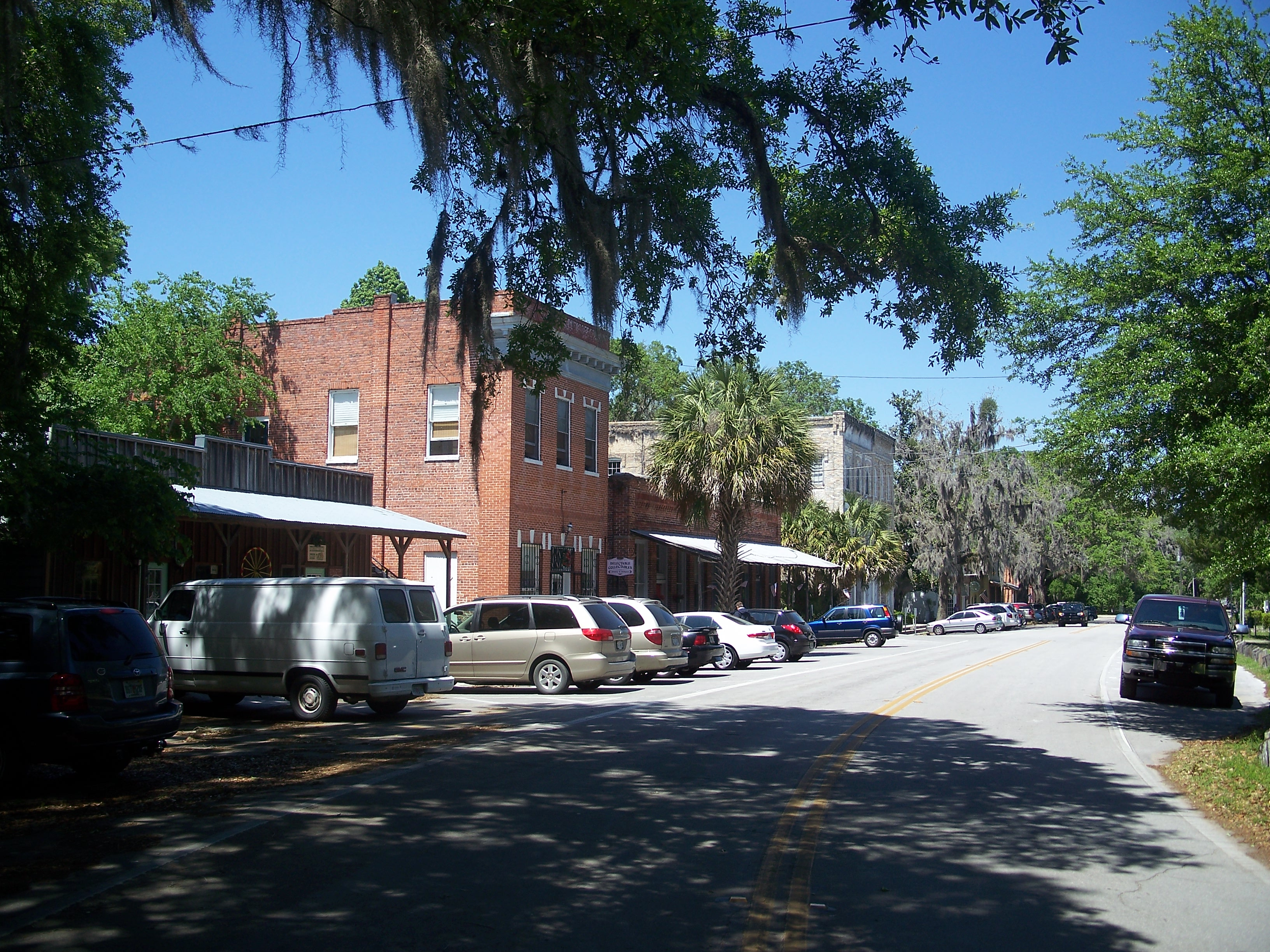
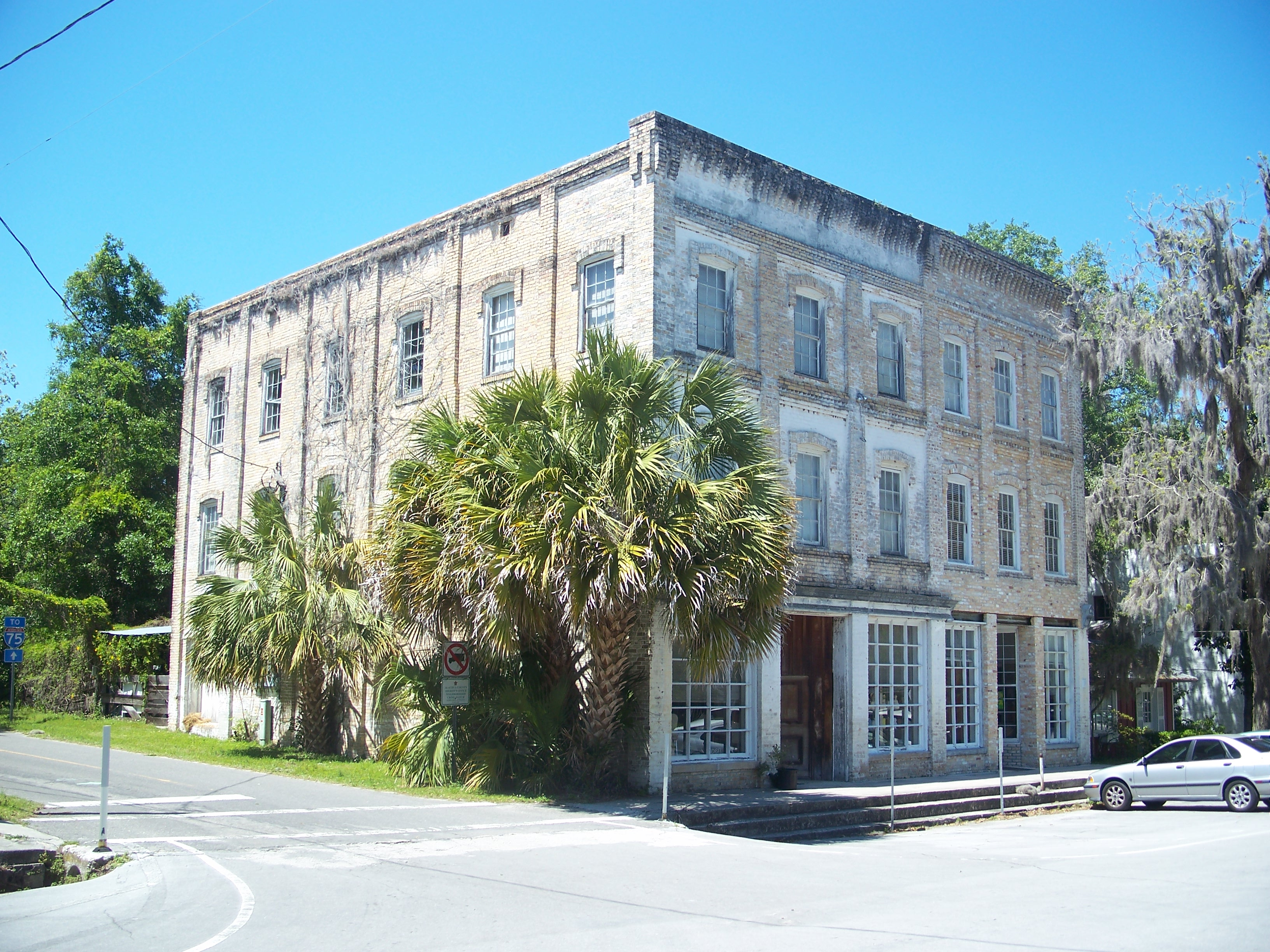
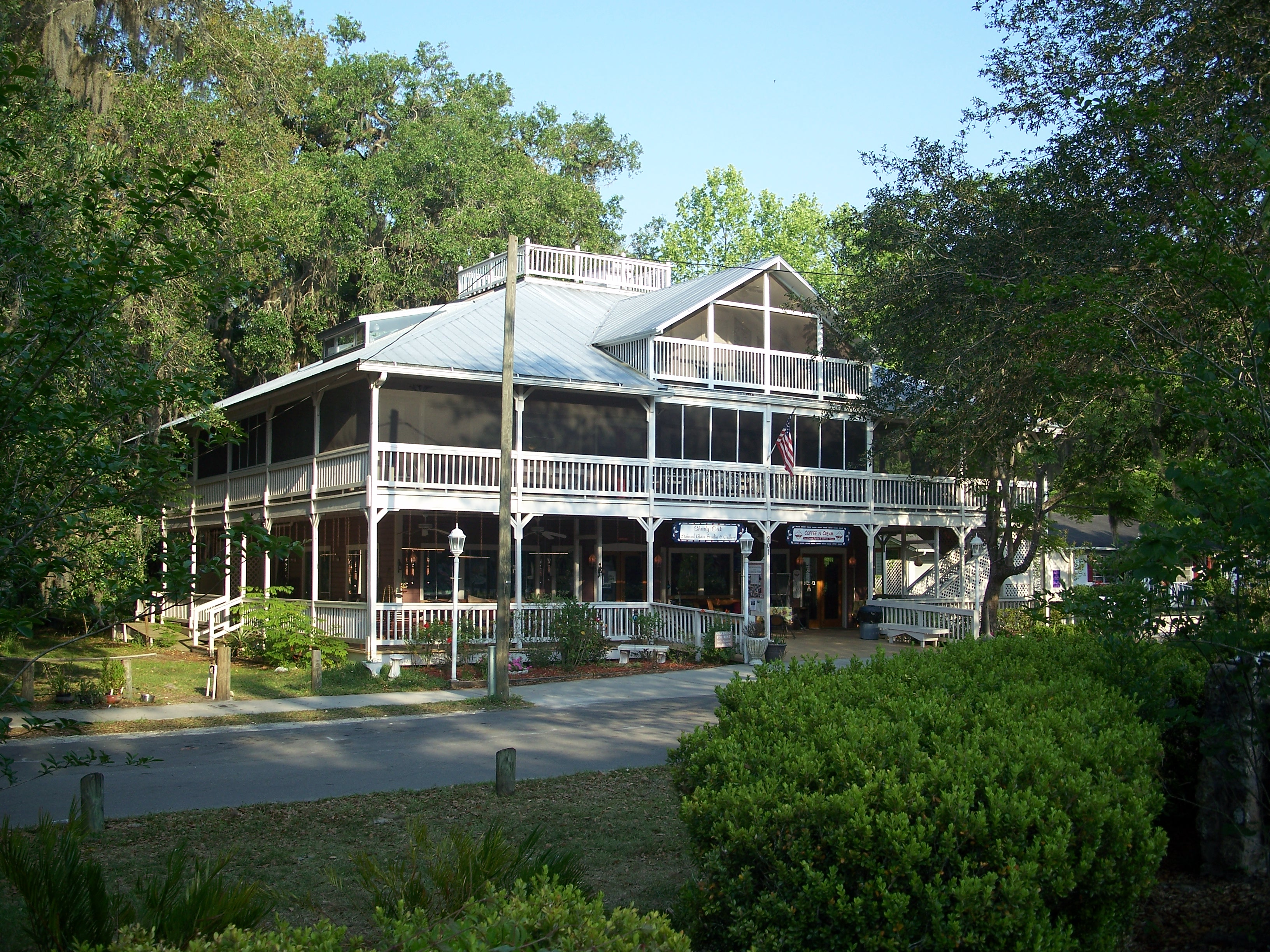